# Janipes nymphaeobates
Janipes nymphaeobates — викопний вид сивкоподібних птахів родини яканових (Jacanidae), що існував в олігоцені. Рештки птаха знайдені в Єгипті у відкладеннях геологічної формації Джебель Катрані.